# سفارة تونس في مصر
سفارة تونس في مصر هي البعثة الدبلوماسية لجمهورية تونس لدى جمهورية مصر العربية، وتقع بالعاصمة القاهرة.

## السفراء
سفراء تونس لدى مصر هم على التوالي:
| الاسم        | تاريخ التعيين  | م     |
| ------------ | -------------- | ----- |
| محمد بن يوسف | 12 سبتمبر 2020 | [ 2 ] |
| نجيب منيف    |                |       |